# Diagonale principale
In matematica, e più in particolare in algebra lineare, la diagonale principale di una matrice quadrata è la diagonale che va dall'angolo in alto a sinistra a quello in basso a destra. Ad esempio, la seguente matrice ha valori non nulli solo nella diagonale principale:
{\displaystyle {\begin{bmatrix}3&0&0\\0&5&0\\0&0&1\end{bmatrix}}}
Una matrice di questo tipo è detta matrice diagonale. Un caso particolare di matrice diagonale, in cui tutti i valori della diagonale principale sono uguali ad 1, è la matrice identità. La somma di tutti i valori che si trovano sulla diagonale principale è detta traccia della matrice.
La diagonale opposta, dall'angolo in alto a destra a quello in basso a sinistra, è detta antidiagonale o diagonale secondaria.
Talvolta risulta utile considerare la diagonale di una matrice che non è quadrata:
{\displaystyle {\begin{bmatrix}\color {red}{1}&0&0&0\\0&\color {red}{1}&0&0\\0&0&\color {red}{1}&0\end{bmatrix}}\qquad {\begin{bmatrix}\color {red}{1}&0&0\\0&\color {red}{1}&0\\0&0&\color {red}{1}\\0&0&0\end{bmatrix}}}